# Catedral de Tours
La catedral de San Gaciano de Tours (en francés: cathédrale Saint-Gatien de Tours), también llamada sencillamente catedral de Tours es una iglesia catedral católica localizada en Tours, en Indre-et-Loire. Dedicada a San Gaciano, el primer obispo de Tours, es la sede de la arquidiócesis de Tours y la catedral metropolitana de la provincia eclesiástica de Tours.
La catedral de San Gaciano fue construida entre 1170 y 1547. Desde su creación, estaba situada casi en la desembocadura del puente que franqueaba el río Loira controlado por el castillo de Tours, en la ruta que conectaba París con el sudoeste de Francia.
Fue objeto de una clasificación como monumento histórico por la lista 1862.

## Historia
La primera catedral de San Mauricio fue edificada por Lidoire, obispo de Tours del 337 al 371 y predecesor de Martín de Tours. Incendiada en el 561, fue restaurada por Gregorio de Tours y dedicada en el 590.
Por su situación, en el ángulo suroeste del castrum, y de su orientación al este, el acceso se hacía, no a través de la muralla tardo-antigua, sino en bayoneta desde la vía que atraviesa la ciudad. Tal configuración es poco común.
La catedral de Tours fue reconstruida en el segundo cuarto del siglo XII y fue incendiada en 1166 durante las luchas entre Luis VII de Francia y Enrique II de Inglaterra, conde de Anjou. No se conoce la planta de este edificio.

### Catedral actual

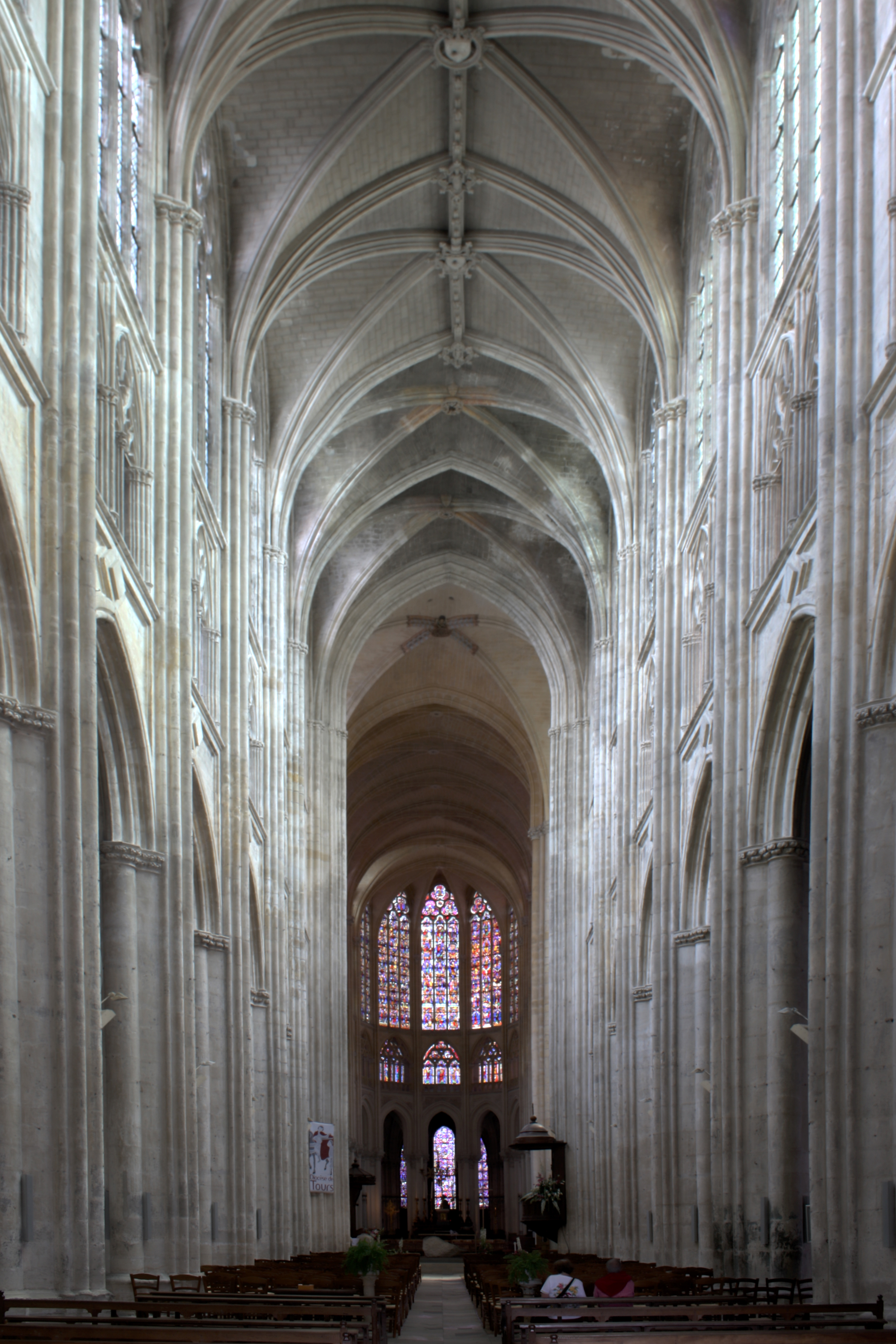
La nave y el coro

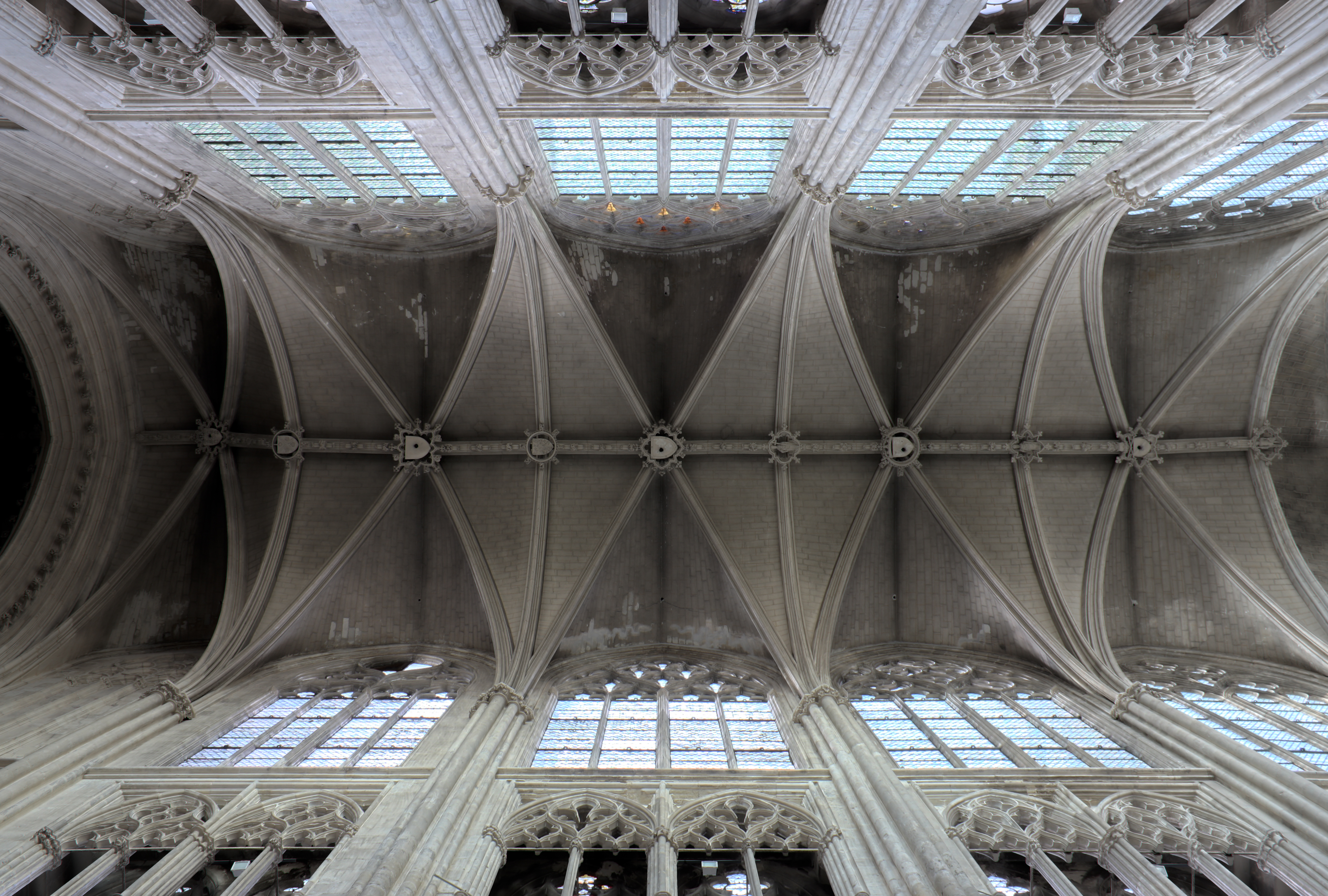
Bóveda de la nave central

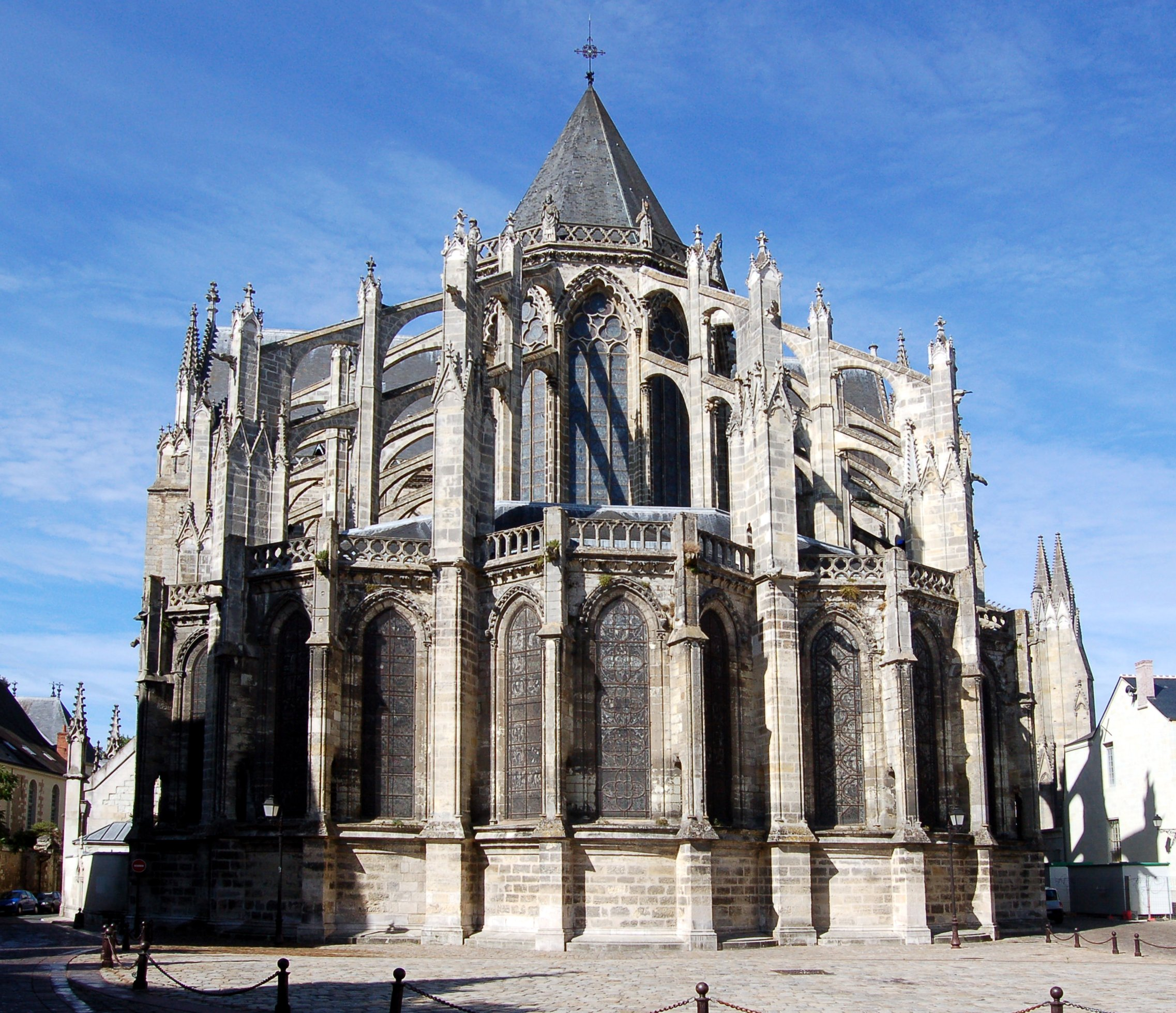
Ábside del coro

La catedral actual remplazó a ese edificio románico. En la primera campaña, a partir de 1170, se elevó el crucero sur y las torres. El coro fue reconstruido entre 1236-1279 por Etienne de Mortagne. La nave fue la parte que necesitó más tiempo. El arquitecto Simon du Mans reconstruyó el transepto y comenzó la nave, cuyos seis tramos, naves laterales y capillas fueron construidos en el siglo XIV —los dos primeros tramos corresponden a los de la antigua catedral románica y son del siglo XII—. La nave se completó en el siglo XV por los arquitectos Jean de Dammartin, Jean Papin y Jean Durand, gracias a la generosidad de Carlos VII y del duque Juan V de Bretaña. Con motivo de la construcción del edificio actual, la nave se amplió hacia el oeste y las torres que flanquean la entrada se elevaron fuera de la antigua ciudad, acentuando la particularidad del edificio antes mencionada; la muralla tardo-antigua es visible en sección en la parte posterior de las torres desde el norte.
En 1356, la catedral recibe la nueva advocación de Gaciano.
La fachada ha perdido las grandes estatuas de los muelles, destruidas por los protestantes durante las guerras de religión. Pero sigue siendo una de las creaciones más extraordinarias del gótico flmígero en lo que tiene de más exuberante, verderos encajes de piedra con pocos equivalentes, obra maestra decorativa de primer plano. Las torres fueron erigidas en la primera mitad del siglo XVI: la torre norte fue construido en 1507 por Pierre de Valencia y la torre Sur entre 1534 y 1547 por Pierre Gadier.
Habiendo sido su construcción particularmente lenta, presenta un conjunto muy completo de arquitectura religiosa francesa del XII al XVI. Así, la base y los contrefuertes de las torres son románicos, la ornamentación general es de puro gótico, radiante y flamígero, y las partes superiores de las dos torres son de estilo renacentista de principios del siglo XVI. En 2018 se dedicó un nuevo altar mayor.

## Vitrales
Arquitectónicamente, San Gaciano es un hermoso edificio que sin embargo no se reconoce como una de las principales catedrales góticas de Francia. Pero tiene una joya excepcional: su colección de vidrieras. Las más hermosas, deslumbrantes, decoran las capillas del deambulatorio y las ventanas altas del coro. Este es uno de los mejores conjuntos del siglo XIII (vitrales de medallones) existentes en Europa, completa, intacta, multicoloreada, muy variada. Hay que añadir las dos rosetones del transepto, del siglo XIV, y los de la nave y de la fachada, del siglo XV. Otra hermosa vidriera del siglo XV adorna una de las capillas laterales sur.

## Mobiliario

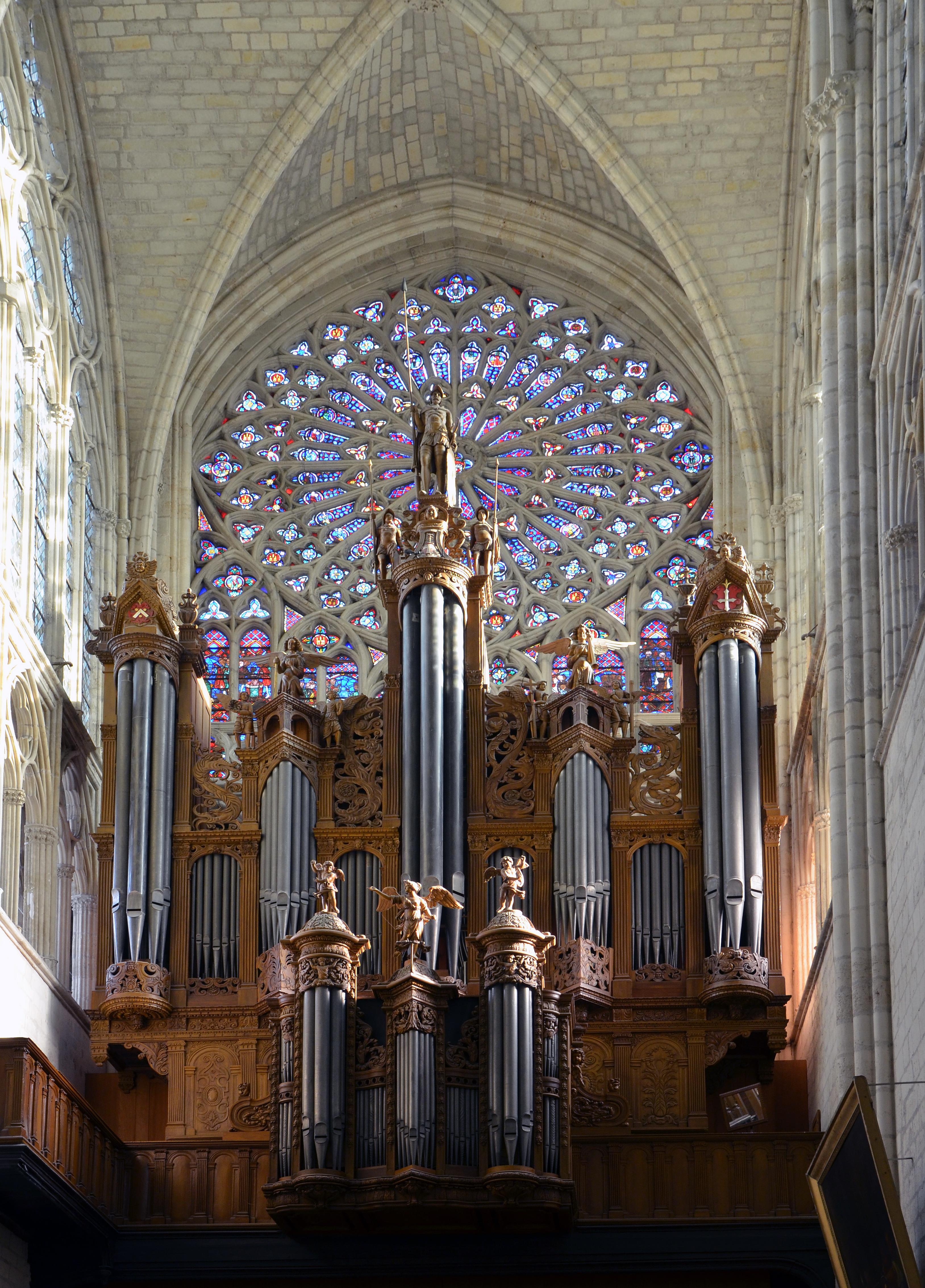
Los grandes órganos y el rosetón Sur

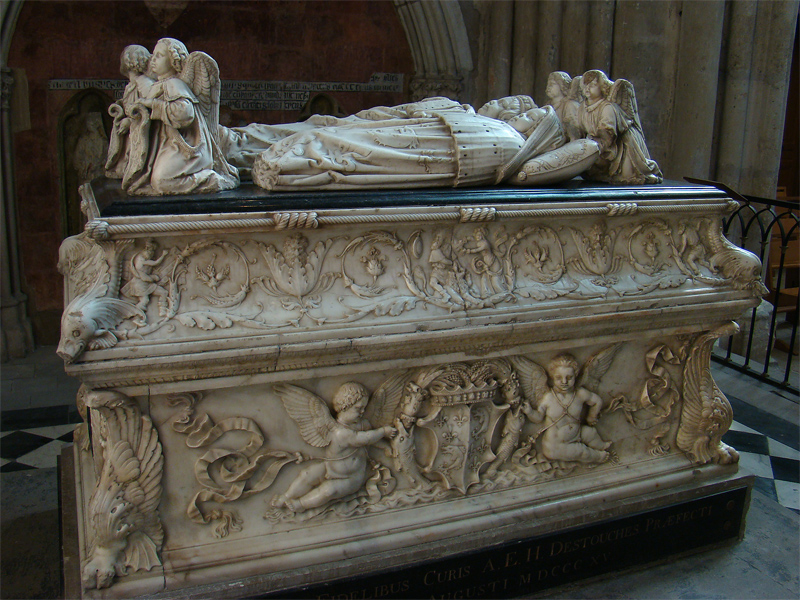
Tumba de los infantes de Carlos VIII y de Ana de Bretaña.

El buffet del órgano habría sido ofrecido por el arzobispo Martin de Beaune en el siglo XVI pero esta tradición no está documentada. Dañado durante las Guerras de religión, experimentó varias restauraciones e incluso en el siglo XVII una verdadera reconstrucción, probablemente alrededor de 1620. El estilo del buffet actual es característico de esa época.
También se puede ver en la catedral la tumba de dos de los hijos de Carlos VIII y de Ana de Bretaña, Carlos Orlando y Carlos muertos en la infancia. Esta tumba, en mármol de Carrara, es de puro estilo renacentista. Los dos yacentes son de la escuela de Michel Colombe en un sub-basamento realizado por el italiano Girolamo Paciarotto, llamado «Jérôme Pacherot», es decir, la misma combinación que en la gran tumba del duque Francisco II de Bretaña en la catedral de Nantes, pero aquí la obra, siempre de gran calidad, es más pequeña, más modesta y la intervención del propio Michel Colombe no está acreditada. Este monumento se encontraba en 1506 en la colegiata de Saint-Martin de Tours antes de ser desmontado en la Revolución y vuelto a montar en 1814 en San Gaciano donde se restauró una primera vez en 1834.
Desde 2011, la catedral alberga un monumento raro: un gran tabernáculo del siglo XVII de roble chapado en ébano y marfil, que había pertenecido a un cartuja y después al carmelo de Créteil y donado por éste al Estado en la década de 1950. Adornaba desde 1963 la capilla del castillo de Chambord, pero cuando se quiso reamueblar solamente con objetos que pertenecieron a su historia, el tabernáculo fue transferido por los organismos competentes a la catedral de San Gaciano, donde fue objeto de una amplia renovación de 68 349 €, suma que incluye la creación de un sub-basamento y la instalación de una red protectora. Ahora se encuentra expuesta en una de las capillas del deambulatorio.

### Las campanas
Las campanas se encuentran en la torre sur.
- Christus, que tañe el "Do 3" y fue fundida en 1749; provenía de la abadía de Cormery y fue instalada en la catedral en 1807;
- Maurice, que tañe el "Ré 3", instalada en 1864;
- Gatien, que tañe el "Mi 3", instalada en 1864;
- Martin, que tañe el "La 3" y fue fundida en el siglo XIV.

## Otros lugares cercanos
Al norte de la catedral se encuentra un claustro, también de época renacentista, clasificados como monumento histórico por la lista de 1889. Este claustro se conoce como «claustro de la Psalette», en referencia a su función de escuela de salmos (himnos religiosos).
Y todavía más al norte (a unos 350 m), se encuentran los restos de las termas galorromanas descubiertas en las excavaciones de 1974-1978 bajo los cimientos originales del castillo de Tours, cuya torre de Guise (del siglo XIII), nombrada por el joven duque Carlos I de Guise que escapó en 1591, está particularmente conservada.
Al sur de la catedral, el antiguo palacio del arzobispo, construido a principios del siglo XVIII, es ahora el Museo de Bellas Artes de Tours.

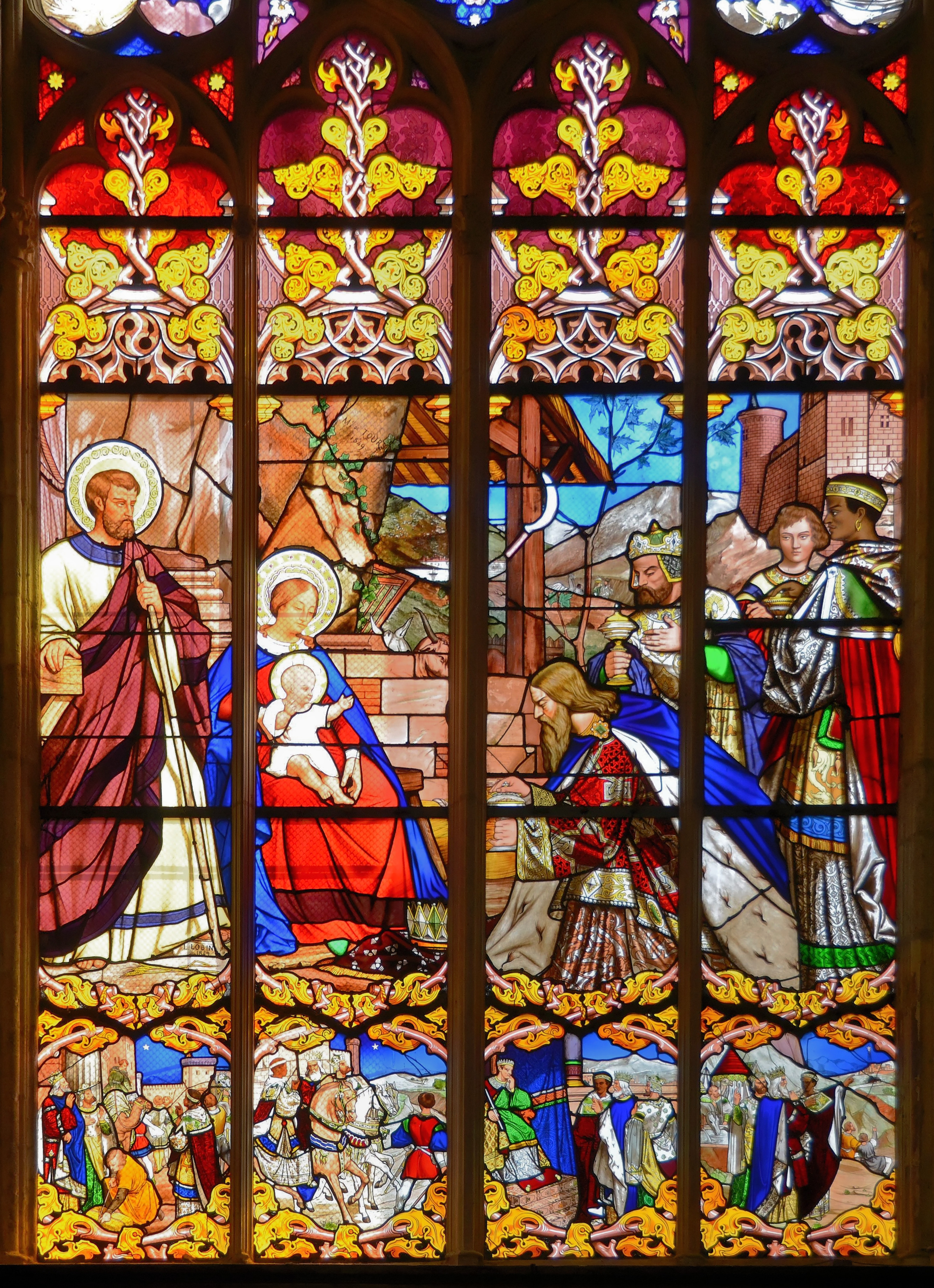
Vitral de la capilla que representa L'Adoration des mages así como las etapas precedentes y siguientes a su llegada a Belén (siglo XIX)
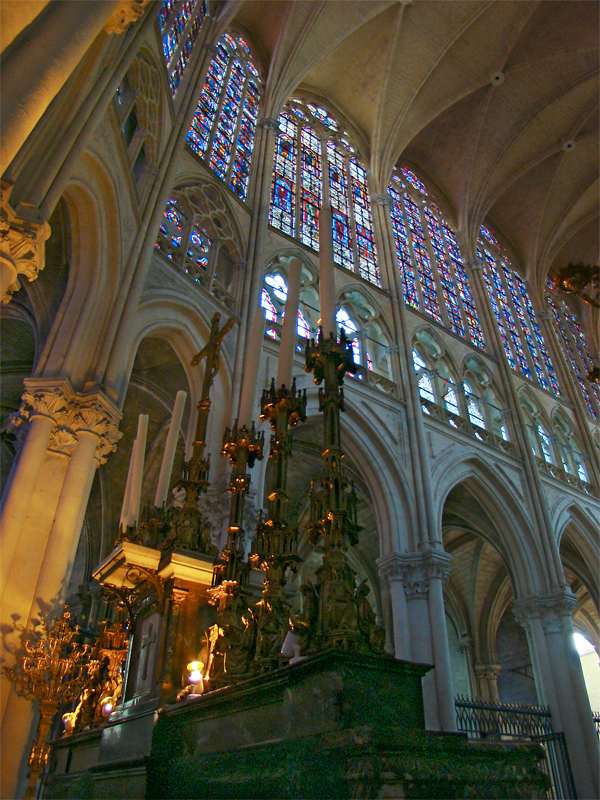
Altar mayor y coro
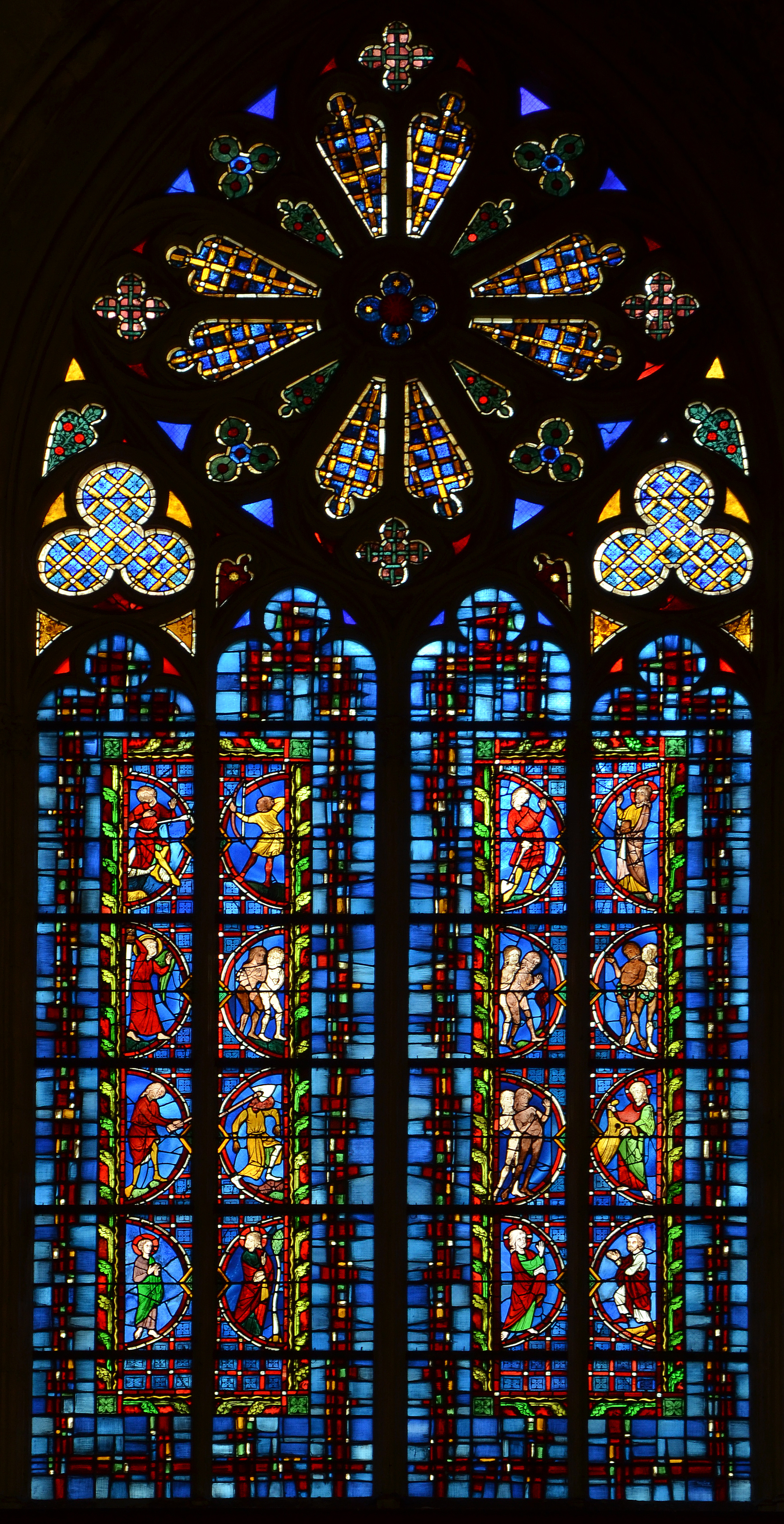
Vitral del siglo XIII
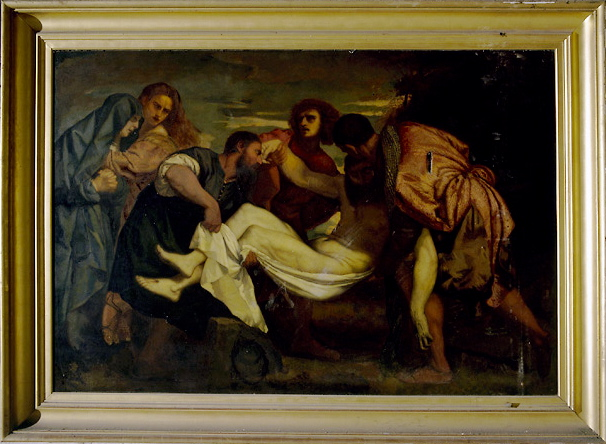
Tabla de la Mise au tombeau, a partir de la de Titien que se encuentra en el musée du Louvre (donación de los señores Goüin y Paul Mame en 1878).
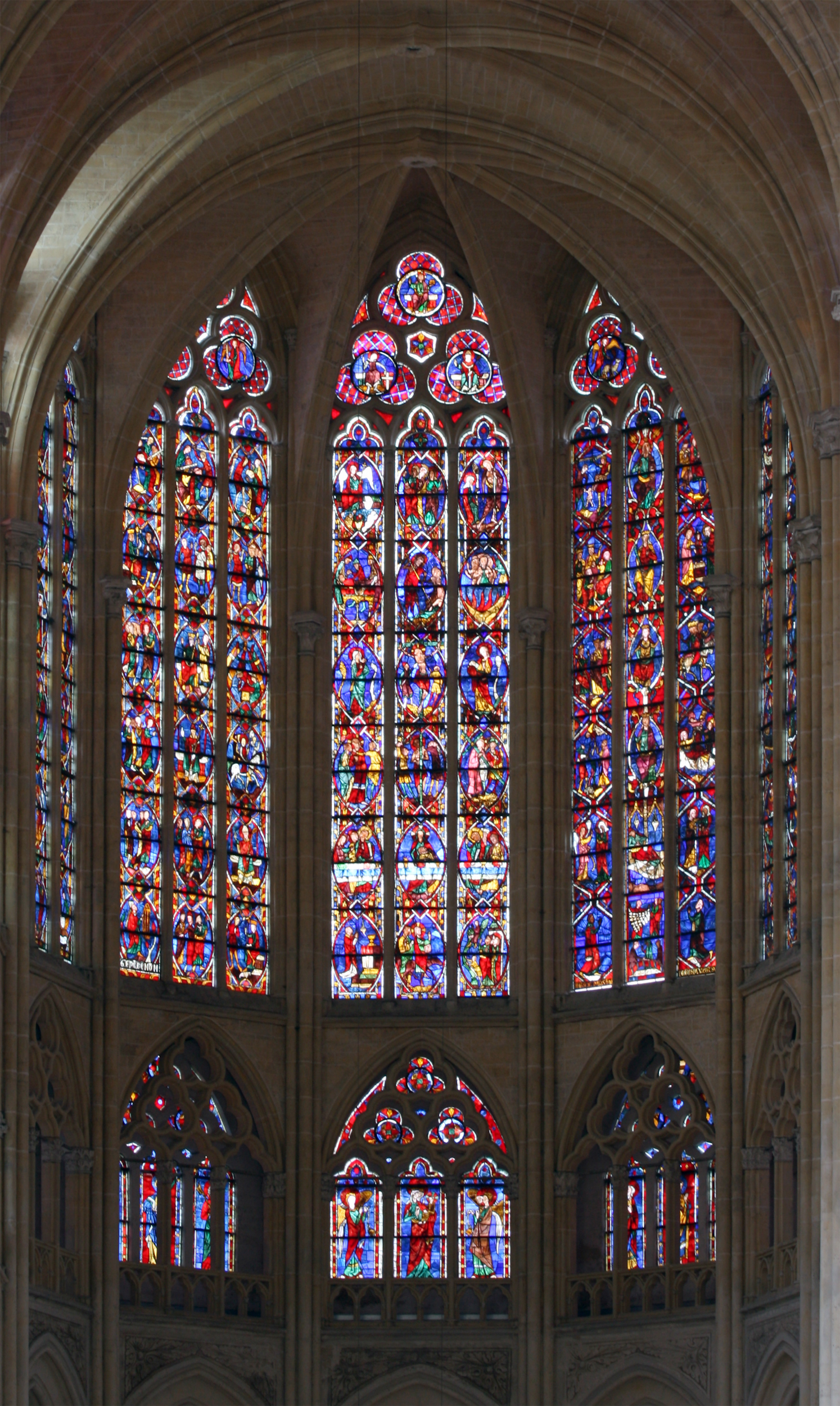
Vitral del ábside del coro